# 조효상
조효상(趙孝相, 1974년 1월 26일 ~ )은 한화, 롯데에서 뛰었던 전 야구 선수다. 통키티비의 분석위원으로 근무한 경력이 있으며, 현재 사회인야구 죠이리리그 대표를 맡고 있다.

## 프로 입단 전
고등학교, 대학교에서 4번 타자를 맡았으며, 1994년에는 천마기 대학야구 대회에서 홈런왕을 차지하고 최우수 타자에도 선정되었다.

## 한화 이글스 시절
1996년 입단했다. 등번호는 4번으로, 2군에서는 2000년 남부리그 홈런왕에 오르는 등 활약했지만 1군에서는 좀처럼 기회를 잡지 못했다.

## 롯데 자이언츠 시절
2003년 4월 19일, 트레이드로 입단했으나 별다른 활약 없이 2006년 은퇴했다.

## 기록
- 1996년: 1경기 1타수 무안타
- 1997년: 5경기 12타수 5안타 타율 0.417
- 1998년: 46경기 30타수 8안타 타율 0.267
- 1999년: 19경기 9타수 1안타 타율 0.111
- 2000년: 16경기 11타수 2안타 타율 0.182
- 2001년: 3경기 1타수 무안타 1도루
- 2002년: 24경기 21타수 5안타 타율 0.238
- 2003년: 36경기 73타수 13안타 1홈런 2도루 타율 0.178
- 2004년: 10경기 7타수 무안타
- 2005년: 38경기 39타수 7안타 타율 0.179

## 출신 학교
- 북일고등학교
- 성균관대학교

## 같이 보기
- 1999년 한화 이글스 시즌